# Willy Aureli
William Aureli (conhecido como Willy Aureli) (Santos, 18 de junho de 1898 — São Paulo, 29 de agosto de 1968) foi um jornalista, escritor e sertanista brasileiro. Foi presidente da Associação Paulista de Imprensa e liderou a expedição "Bandeira Piratininga", realizando oito incursões ao Brasil Central entre 1937 e 1945, antecedendo em seis anos o trabalho dos irmãos Villas Boas.

## Biografia

### Juventude e família
William Aureli nasceu em Santos, São Paulo, no dia 18 de junho de 1898. Era filho de imigrantes italianos: seu pai, Augusto Aureli, era natural de Roma, e sua mãe, Luíza Scamperli Aureli, de Trieste.
Sua família residia em São Vicente, embora seu registro de nascimento tenha sido feito em Santos. Teve três irmãos: Aurélio, Parisina e Fernanda. Aurélio faleceu durante uma das expedições da Bandeira Piratininga, vítima de picada de mosquito, e foi sepultado próximo ao Rio Araguaia. Fernanda emigrou para os Estados Unidos, perdendo-se seu contato. Parisina permaneceu no Brasil.
Casou-se com Nair Pereira de Abreu, com quem teve dois filhos: Ivan e Brunilde.

### Carreira jornalística
Iniciou sua carreira jornalística na sucursal de São Vicente do jornal A Tribuna e, posteriormente, trabalhou no mesmo jornal em Santos. Mais tarde, mudou-se para São Paulo, onde colaborou com os jornais do grupo Folhas (Folha de S.Paulo, Folha da Manhã, Folha da Tarde e Folha da Noite).
Em 25 de fevereiro de 1940, realizou a primeira entrevista com Carolina Maria de Jesus para a Folha da Manhã, com o título "Carolina Maria, poetiza preta", profetizando: "É possível que ainda se torne célebre...".
Foi presidente da Associação Paulista de Imprensa (API) entre 1955 e 1957.

### Expedições sertanistas
Em 1937, fundou a "Bandeira Piratininga", expedição que tinha como objetivos principais a exploração e mapeamento do interior brasileiro, contato com povos indígenas e pesquisas geográficas.
A primeira expedição, em 1937, fracassou devido a um incêndio na mata. Em 1938, reorganizou a expedição e, em 28 de agosto do mesmo ano, realizou a primeira constatação e escalada da Serra do Roncador.
Ao todo, Aureli liderou oito incursões ao Brasil Central entre 1937 e 1945, antecedendo em seis anos o trabalho dos irmãos Villas Boas, que iniciaram suas expedições em 1943. Suas expedições resultaram em contribuições geográficas e etnográficas significativas, incluindo a confirmação da existência da Serra do Roncador como divisor de águas, mapeamento de cursos d'água na região do Araguaia-Xingu, e contatos documentados com várias aldeias indígenas.

### Obra literária
Aureli publicou treze livros baseados em suas expedições e experiências jornalísticas:
1. "Roncador: Jornada da Bandeira Piratininga" (1939)
2. "Bandeirantes d'Oeste" (1940)
3. "Sertões Bravios" (1942)
4. "Léguas sem Fim" (1949)
5. "Terra sem Sombra" (1952)
6. "O Rio da Solidão" (1957)
7. "Esplendor Selvagem" (1960)
8. "Biu Marrandu: Os Donos da Chuva" (1963)
9. "Samaúma" (1966)
10. "Bugres no Rio das Mortes" (1973, publicação póstuma)
11. "Evadido de Cayenna"
12. "Farrapos Humanos"
13. "Ópio, Cocaína e Morfina"

Também trabalhou como tradutor e roteirista. Nos documentários "Sertões Bravios" e "Roncador", produzidos por Primo Carbonari, atuou como roteirista.

## Legado
Willy Aureli foi homenageado pela cidade de São Paulo com uma rua em seu nome no bairro de Interlagos. Além disso, o Governo do Estado de São Paulo nomeou uma escola estadual em Bertioga como "Escola Estadual William Aureli".
Também há logradouros com seu nome em Taubaté, Ubatuba e Aruanã (GO). Em Santos, a Escola Pedro II abriga a Biblioteca Willy Aureli.
Infelizmente, todo seu acervo pessoal foi destruído em um incêndio após a morte de sua irmã Parisina, representando uma perda irreparável para a preservação da memória histórica do jornalismo e sertanismo brasileiros.
Aureli é considerado um pioneiro do sertanismo moderno brasileiro, combinando jornalismo com exploração de forma inovadora. Apesar de suas contribuições significativas, permanece relativamente esquecido pela historiografia oficial do sertanismo brasileiro, que tende a destacar mais os irmãos Villas Boas.

## Morte
Faleceu em 29 de agosto de 1968, aos 70 anos, vítima de ataque cardíaco.